# Balcer Wąsowicz
Balcer na Smogorzowie Wąsowicz herbu Łabędź – podsędek sandomierski w latach 1658–1674, sędzia kapturowy województwa sandomierskiego  w 1669 roku.
Poseł na sejm 1662 roku z województwa sandomierskiego.
Był elektorem Michała Korybuta Wiśniowieckiego z województwa sandomierskiego w 1669 roku. W 1674 roku był elektorem Jana III Sobieskiego z województwa sandomierskiego. 